# Дон Жуан (опера)
«Дон Жуа́н, або́ Пока́раний розпу́сник» (італ. Don Giovanni ossia Il dissoluto punito), KV 527 — «весела драма» (італ. dramma giocoso) на 2 дії Вольфґанґа-Амадея Моцарта на лібрето Лоренцо да Понте.
Опера була написана на замовлення Празького театру після блискучого успіху «Весілля Фігаро».
- Прем'єра відбулася 29 жовтня 1787 року в Празі.
- У Відні оперу вперше виконано 7 травня 1788 року. Для спектаклю у Відні були дописані дві арії й один дует; заключного ансамблю («Ultima scena») не виконували, і опера закінчувалася смертю Дон Жуана.
- Автор українського перекладу лібрето — Микола Лукаш. На його текст оперу було поставлено в Національній опері України в 1989 році (режисерка-постановниця — Ірина Молостова, диригент-постановник — Олег Рябов).

## Характеристика
Образ Дон Жуана вперше з'являється в п'єсі Тірсо де Моліна «Севільський звабник, або Кам'яний гість». Однак основою для лібрето послугувала опера «Дон Жуан» Джованні Ґаццаніґі на лібрето Джованні Бертати, поставлена у Венеції 5 лютого 1787-го, і п'єса «Помста з труни» Антоніо де Самори (кін. XVII ст.)
Психологічна глибина опери, досконалість музики визначили її поворотну історичну роль в історії оперного мистецтва. У головних партіях опери виступали провідні артисти міжнародного класу — Д. Фішер-Діскау, Ч. Сьєпі, Е. Шварцкопф, Д. Сазерленд та інші.

## Дійові особи
- Дон Жуан (бас/баритон), молодий, украй розбещений шляхтич
- Командор (бас)
- Донна Анна (сопрано), його донька, наречена дона Оттавіо
- Дон Оттавіо (тенор)
- Донна Ельвіра (сопрано), дама з Бурґоса, яку покинув Дон Жуан
- Лепорелло (бас), слуга Дона Жуана
- Церліна (сопрано/мецо-сопрано), селянка
- Мазетто (бас), наречений Церліни

## Сюжет

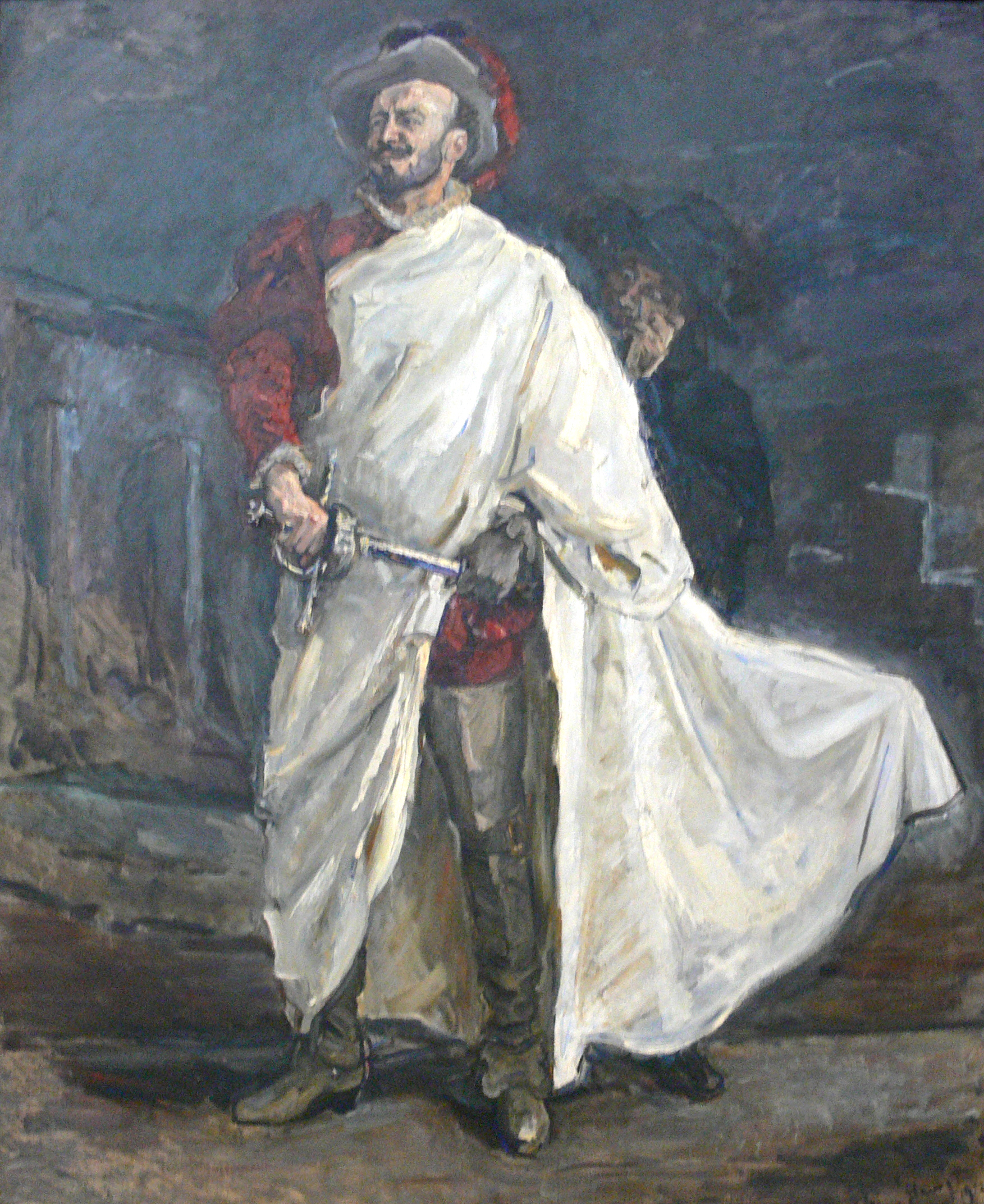
Франциско д'Андрадо в ролі Дон Жуана. Макс Слевогт. 1912. Дон Жуан запрошує статую Командора на вечерю, за ним ховається Лепорелло

Дія опери розвивається стрімко. Дон-Жуан, переодягнувшись у костюм Оттавіо — нареченого донни Анни, проникає до неї в будинок. Донна Анна кличе по допомогу, і на захист її честі виступає старий Командор, її батько. Дон-Жуан убиває його і ховається разом зі своїм слугою Лепорелло. Донна Анна і Оттавіо клянуться помститися за вбивство Командора.
Спокушена і покинута Дон-Жуаном Ельвіра шукає невірного коханця. Тимчасом Дон-Жуан спокушає Церліну, наречену селянина Мазетто. Замасковані Оттавіо, донна Анна, донна Ельвіра входять у будинок Дон-Жуана і звинувачують його в убивстві Командора. Усі — у тому числі Церлина і Мазетто — повстають проти Дон-Жуана, але йому вдається зникнути.
Дон Жуан приходить на цвинтар, де похований Командор і насміхається з його статуї, запрошуючи її до себе в гості. Статуя відгукується на запрошення, вона жадає від грішника каяття, але після відмови Дон-Жуана захоплює його в пекло. Усі інші застерігають глядача — ось що чекає на всіх розпусників.

## Склад оркестру
Партитура Моцарта включає:
- 2 флейти, 2 гобої, 2 кларнети, 2 фаготи;
- 2 валторни, 2 труби, 3 тромбони;
- мандоліну;
- литаври;
- струнні.
- генерал-бас: клавесин і віолончель.

## Музичні номери
| №             | №                     | початкові слова                      | у перекладі                      | персонажі                                                                               | записи                                   |
| ------------- | --------------------- | ------------------------------------ | -------------------------------- | --------------------------------------------------------------------------------------- | ---------------------------------------- |
| Увертюра      |                       |                                      |                                  |                                                                                         |                                          |
| Перша Дія     |                       |                                      |                                  |                                                                                         |                                          |
| N. 1          | Інтродукція           | Notte e giorno faticar               |                                  | Лепорелло, донна Анна, Дон Жуан, Командор                                               |                                          |
| N. 2          | Речитатив             | Ma qual mai s'offre, oh Dei          |                                  |                                                                                         |                                          |
|               | …і дует               | Fuggi, crudele, fuggi                |                                  | донна Анна, дон Оттавіо                                                                 |                                          |
| N. 3          | Арія                  | Ah chi mi dice mai                   | «Ах ти гультяй мерзенний»        | донна Ельвіра, пізніше Дон Жуан і Лепорелло                                             | Арія донни Ельвіри (укр.)ⓘ‎               |
| N. 4          | Арія                  | Madamina, il catalogo è questo       | «Люба пані, ось у мене є список» | Лепорелло                                                                               | Арія Лепорелло (укр.)ⓘ                   |
| N. 5          | Хор                   | Giovinette che fate all'amore        |                                  | Церліна, Мазетто, хор селян і селянок                                                   |                                          |
| N. 6          | Арія                  | Ho capito, signor sì                 |                                  | Мазетто                                                                                 |                                          |
| N. 7          | Дуетіно               | Là ci darem la mano                  | «Рученьку дай, кохана»           | Церліна, Дон Жуан                                                                       | Дуетіно Церліни і Дон Жуана (укр.)ⓘ      |
| N. 8          | Арія                  | Ah fuggi il traditor                 |                                  | донна Ельвіра                                                                           |                                          |
| N. 9          | Квартет               | Non ti fidar, o misera               |                                  | донна Анна, донна Ельвіра, дон Оттавіо, Дон Жуан                                        |                                          |
| N. 10         | Речитатив і…          | Don Ottavio, son morta!              |                                  | донна Анна, дон Оттавіо                                                                 |                                          |
|               | …Арія                 | Or sai chi l'onore                   | «Це він насміятись»              | донна Анна                                                                              | Арія Донни Анни (укр.)ⓘ                  |
| N. 11         | Арія                  | Fin ch'han dal vino                  | «Вина хай ллються»               | Дон Жуан                                                                                | Арія Дон Жуана (укр.)ⓘ                   |
| N. 12         | Арія                  | Batti, batti, o bel Masetto          | «Ну побий мене, Мазетто»         | Церліна                                                                                 | Арія Церліни (укр.)ⓘ Арія Церліни (іт.)ⓘ |
| N. 13         | Фінал                 | Presto presto pria ch'ei venga       |                                  | донна Анна, донна Ельвіра, Церліна, дон Оттавіо, Дон Жуан, Лепорелло, Мазетто, хор слуг |                                          |
| Друга Дія     |                       |                                      |                                  |                                                                                         |                                          |
| N. 14         | Дует                  | Eh via buffone                       |                                  | Дон Жуан, Лепорелло                                                                     |                                          |
| N. 15         | Терцет                | Ah taci, ingiusto core               |                                  | донна Ельвіра, Дон Жуан, Лепорелло                                                      |                                          |
| N. 16         | Канцонетта (серенада) | Deh vieni alla finestra              |                                  | Дон Жуан                                                                                | Серенада Дон Жуана (іт.)ⓘ                |
| N. 17         | Арія                  | Metà di voi qua vadano               |                                  | Дон Жуан                                                                                |                                          |
| N. 18         | Арія                  | Vedrai carino                        |                                  | Церліна                                                                                 |                                          |
| N. 19         | Секстет               | Sola sola, in buio loco              |                                  | донна Анна, Церліна, донна Ельвіра, дон Оттавіо, Лепорелло, Мазетто                     |                                          |
| N. 20         | Арія                  | Ah pietà, signori miei               |                                  | Лепорелло                                                                               |                                          |
| N. 21         | Арія                  | Il mio tesoro intanto                |                                  | дон Оттавіо                                                                             |                                          |
| N. 22         | Дует                  | O statua gentilissima                |                                  | Дон Жуан, Лепорелло, Командор                                                           |                                          |
| N. 23         | Речитатив             | Ah no, mio bene!                     |                                  | донна Анна                                                                              |                                          |
| (N. 23а       | …Рондо                | Crudele!.. Non mi dir, bell'idol mio |                                  | донна Анна                                                                              |                                          |
| N. 24         | Фінал                 | Già le mensa è preparata             |                                  | донна Ельвіра, Дон Жуан, Командор, Лепорелло, хор із підземелля                         |                                          |
| Остання сцена |                       | Ah! Dove è il perfido                |                                  | донна Анна, донна Ельвіра, Церліна, дон Оттавіо, Командор, Лепорелло, Мазетто           |                                          |

### Номери написані для віденської прем'єри
| №                | №         | початкові слова             | у перекладі     | персонажі          | записи                   |
| ---------------- | --------- | --------------------------- | --------------- | ------------------ | ------------------------ |
| N. 10a (KV 540a) | Арія      | Dalla sua pace              | «Серця відрадо» | Дон Оттавіо        | Арія дон Оттавіо (укр.)ⓘ |
| N. 21a (KV 540b) | Дует      | Per queste tue manine       |                 | Церліна, Лепорелло |                          |
| N. 21b           | Речитатив | In quali eccessi, o Numi    |                 | Донна Ельвіра      |                          |
| (KV 540c)        | Арія      | Mi tradì quell'alma ingrata |                 | Донна Ельвіра      |                          |